# Along the Great Divide
Along the Great Divide is een Amerikaanse western uit 1951 onder regie van Raoul Walsh. Destijds werd de film in Nederland uitgebracht onder de titel Aasgieren der woestijn.

## Verhaal
Len Merrick en zijn mannen redden de veedief Tim Keith uit de handen van een woedende menigte, die hem verdenkt van moord. New Roden, vader van het slachtoffer, is stellig van Keiths schuld overtuigd en zint nog steeds op wraak. Daarom besluiten ze zo vlug mogelijk de stad te verlaten.

## Rolverdeling
| Acteur           | Personage       |
| ---------------- | --------------- |
| Kirk Douglas     | Len Merrick     |
| Virginia Mayo    | Ann Keith       |
| John Agar        | Billy Shear     |
| Walter Brennan   | Timothy Keith   |
| Ray Teal         | Lou Gray        |
| Hugh Sanders     | Frank Newcombe  |
| Morris Ankrum    | Ed Roden        |
| James Anderson   | Dan Roden       |
| Charles Meredith | Rechter Marlowe |